# Viola Odebrecht
Viola Odebrecht (* 11. Februar 1983 in Neubrandenburg) ist eine ehemalige deutsche Fußballspielerin. Die Mittelfeldspielerin war für mehrere Bundesligisten aktiv; zuletzt stand sie beim VfL Wolfsburg unter Vertrag. Für die Nationalmannschaft bestritt sie 49 Länderspiele, 2003 wurde sie Weltmeisterin.

## Sportliche Karriere

### Vereinsfußball
Auf Wunsch ihrer Eltern begann Odebrecht ihre sportliche Laufbahn zunächst im Schwimmsport. Als dies finanziell nicht mehr tragbar war, begann sie 1995 beim Polizei-Sportverein Neubrandenburg mit dem Fußballspielen. 1998 nahm sie erfolgreich an einem Vorbereitungstraining des 1. FFC Turbine Potsdam teil und wurde vom Bundesligisten verpflichtet. Mit Turbine gelang ihr im Jahre 2004 das Double aus Meisterschaft und DFB-Pokal. Im Jahre 2005 gewann Odebrecht mit Potsdam den UEFA Women’s Cup. Außerdem gewann sie zweimal den DFB-Hallenpokal und wurde beim Turnier 2005 Torschützenkönigin.
Anschließend war sie ein Jahr bei einer Collegemannschaft in den USA und zwei Monate bei Valur Reykjavík aktiv. Nach ihrer Rückkehr nach Deutschland schloss sie sich im Sommer 2006 dem FCR 2001 Duisburg an. Ein Jahr später wechselte sie zum Bundesligisten SC 07 Bad Neuenahr, kehrte aber bereits im Sommer 2008 nach Potsdam zurück. Mit Turbine gewann Odebrecht vier Meisterschaften in Folge und zweimal den DFB-Hallenpokal. Zudem gewann sie mit Potsdam die Champions League 2010.
Im Sommer 2012 verließ Odebrecht Potsdam erneut und schloss sich dem Ligarivalen VfL Wolfsburg an, mit dem sie 2013 und 2014 ebenfalls Meister wurde.

### Nationalmannschaft
Zwischen ihren Einsätzen bei der U-19, in der sie zunehmend die Rolle der Spielführerin übernahm, wurde sie häufig zu Lehrgängen der A-Nationalmannschaft eingeladen. Schließlich gelang ihr der Sprung in die Frauen-Nationalmannschaft, ohne jemals in der U-21 eingesetzt worden zu sein.
2003 hatte Odebrecht ihr A-Länderspiel-Debüt gegen Norwegen. Im gleichen Jahr wurde sie mit dem Team Weltmeister. Bei den Olympischen Spielen in Athen 2004 gewann sie die Bronzemedaille. Nach ihrem Einsatz am 24. April 2005 gegen Kanada wurde sie jedoch einige Jahre lang nicht weiter für die DFB-Elf berücksichtigt.
Erst nach der Weltmeisterschaft 2011 kehrte sie in die deutsche Auswahlmannschaft zurück. Im März 2012 gewann sie mit dem DFB-Team den Algarve-Cup durch einen 4:3-Finalsieg in Faro gegen Weltmeister Japan. Für ihre sportlichen Erfolge wurde sie mit dem Silbernen Lorbeerblatt ausgezeichnet.

### Funktionärstätigkeit
Im Anschluss an die aktive Karriere war Odebrecht vom Januar 2015 bis zum Frühjahr 2019 Nachwuchskoordinatorin beim VfL Wolfsburg. Seit dem 1. Mai 2019 ist sie sportliche Leiterin im Frauen- und Mädchenfußball von RB Leipzig.

## Erfolge

### Nationalmannschaft
- Weltmeisterin 2003
- Bronzemedaille bei Olympia 2004
- U19-Europameisterin 2002
- U18-Europameisterin 2001
- Sieg beim Algarve-Cup 2012

### Verein
- UEFA-Women’s-Cup/UEFA-Women’s-Champions-League-Siegerin 2005, 2010, 2013, 2014
- Deutsche Meisterin 2004, 2009, 2010, 2011, 2012, 2013, 2014
- DFB-Pokal-Siegerin 2004, 2005, 2013, 2015
- DFB-Hallenpokalsiegerin 2004, 2005, 2009, 2010
- Torschützenkönigin des DFB-Hallenpokals 2005
- Deutscher Meister der B-Juniorinnen 2000

## Persönliches
2002 begann Odebrecht ein Sportstudium an der Deutschen Sporthochschule Köln, das sie 2008 mit einer Untersuchung zum Sportmarketing abschloss. Anschließend absolvierte sie bis 2015 ein Fernstudium für Internationales Marketing.
2006 war sie neben drei anderen fußballbegeisterten Frauen Gegenstand des Dokumentarfilms Fußballgöttinnen.
Von Dezember 2009 bis 2012 moderierte sie für den Onlineradiosender Babelsberg Hitradio.

### Soziales Engagement
Seit 2013 engagiert sich Odebrecht bei Show Racism the Red Card – Deutschland e. V. und beteiligte sich an der Kampagne „Unsere Elf gegen Rassismus“.